# Manatu
Manatu (niem. Manatu – Nur die Wahrheit rettet Dich) – niemiecki film przygodowy z 2007 roku w reżyserii Edzarda Onnekena.

## Opis fabuły
Laura Mickler (Susanna Simon) dostaje od brata grę planszową o nazwie Manatu. Razem z mężem i dziećmi zasiada do rozgrywki. Zabawa wciąga uczestników. Kiedy jednak kobieta kłamie, gra zostaje przerwana. By ją dokończyć, trzeba się przenieść do równoległego, niebezpiecznego świata.

## Obsada
- Susanna Simon jako Laura
- Markus Knüfken jako Mathias
- Pasquale Aleardi jako Mark
- Stefan Miess jako Ron
- Emilia Schüle jako Nikki
- Kara McSorley jako Betty
- Paul Faßnacht jako Nebelkopf
- Saskia Valencia jako Mona
- Peter Gavajda jako Paluna